# Превеза (дим)
Пре́веза (греч. Δήμος Πρέβεζας) — община (дим) в Греции. Административно относится к периферийной единице Превеза в периферии Эпир. Административный центр — Превеза. Площадь 378,87 км². Население 31 733 человек по переписи 2011 года. Плотность 83,39 человека на квадратный километр. Димархом на местных выборах 2019 года избран Николаос Георгакос (греч. Νικόλαος Γεωργάκος).
Община создана в 1919 году (ΦΕΚ 181Α). В 2010 году (ΦΕΚ 87Α) по программе «Калликратис» к общине присоединены упразднённые общины Залонгон и Лурос.